# María Isabel González Gómez
María Isabel González Gómez, más conocida como Marisa González, es la primera mujer poblana en convertirse en directora deportiva en la historia del Club Puebla Femenil desde junio de 2020.

## Biografía
Originaria de la Ciudad de Puebla, México, María Isabel González Gómez demostró desde su niñez interés en el mundo del deporte.
Estudió la Licenciatura en Negocios Internacionales y Mercadotecnia en la Southwest Minnesota University y posteriormente, se especializó en Gestión Deportiva en la escuela del Real Madrid
Tiene más de 17 años de experiencia en el deporte del fútbol y en la administración deportiva desde el ámbito local y nacional hasta el internacional
En 2011 formó parte del comité organizador de los Juegos Panamericanos y en 2013 formó parte del comité organizador del Campeonato Mundial de Taekwondo.
Durante cuatro años estuvo al frente como directora técnica de la Selección Femenil Sub-18 del Club La Noria F.C, consiguiendo siempre estar dentro de los primeros lugares en diversos torneos.
En junio de 2020, en el marco del comienzo del Torneo de Apertura 2020, Marisa González fue designada como directora deportiva del Club Puebla Femenil, convirtiéndose en la primera mujer en la historia del club poblano en ocupar este cargo